# Cathédrale Saint-Michel de Rikitea
Cette  cathédrale n’est pas la seule cathédrale Saint-Michel.
La cathédrale Saint-Michel de Rikitea se situe à Rikitea, sur l'île de Mangareva, îles Gambier en Polynésie française. Elle est dédiée à l'archange Michel.

## Histoire
Elle fut construite sous l'égide des missionnaires de Picpus, entre janvier 1839 et août 1841. L'édifice a été dédicacé le 15 août 1841, jour de l'Assomption. Ses deux tours ont été ajoutées entre 1843 et 1858. 
Elle fut restaurée entièrement en 2010 et rouverte en décembre 2011.
La cathédrale restaurée a reçu la bénédiction par Mgr Charles Daniel Balvo le 3 décembre 2011.
La cathédrale Saint-Michel est un monument classé site historique par la Polynésie française par arrêté 30 juillet 2002,.

## Galerie

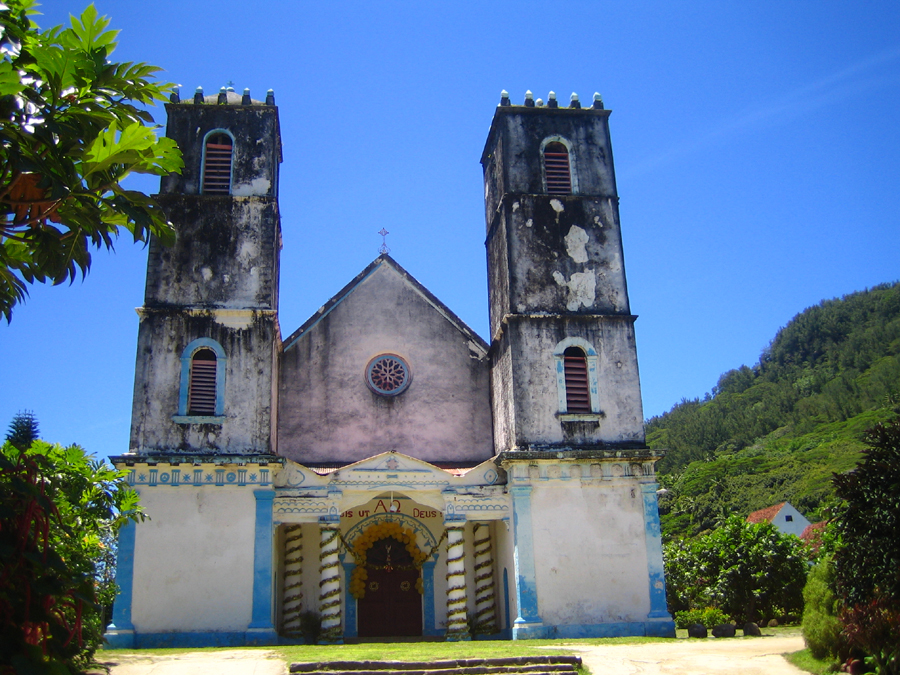
La cathédrale avant rénovation (photo janvier 2006)
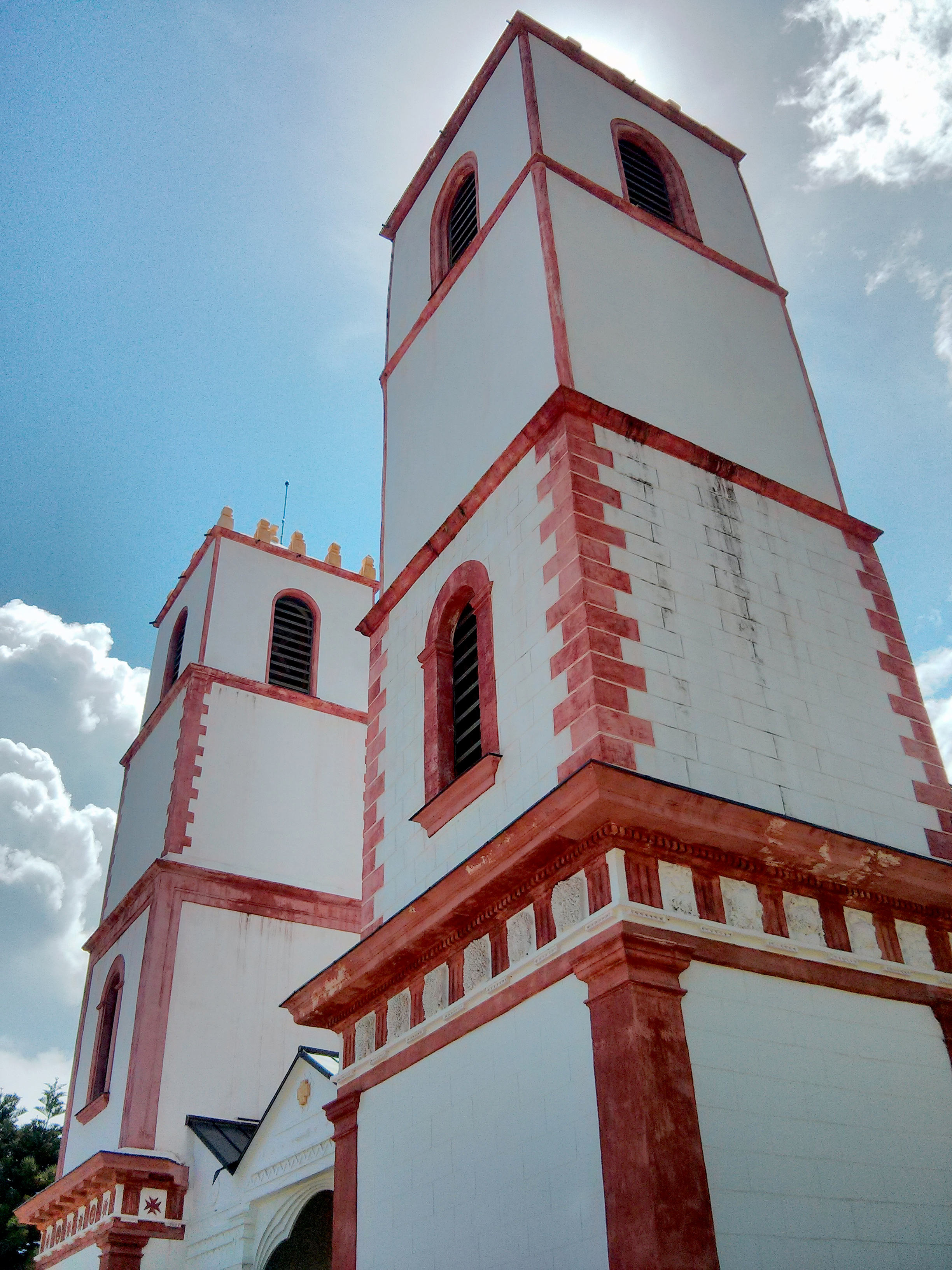
Clocher de la cathédrale après rénovation (photo janvier 2014)
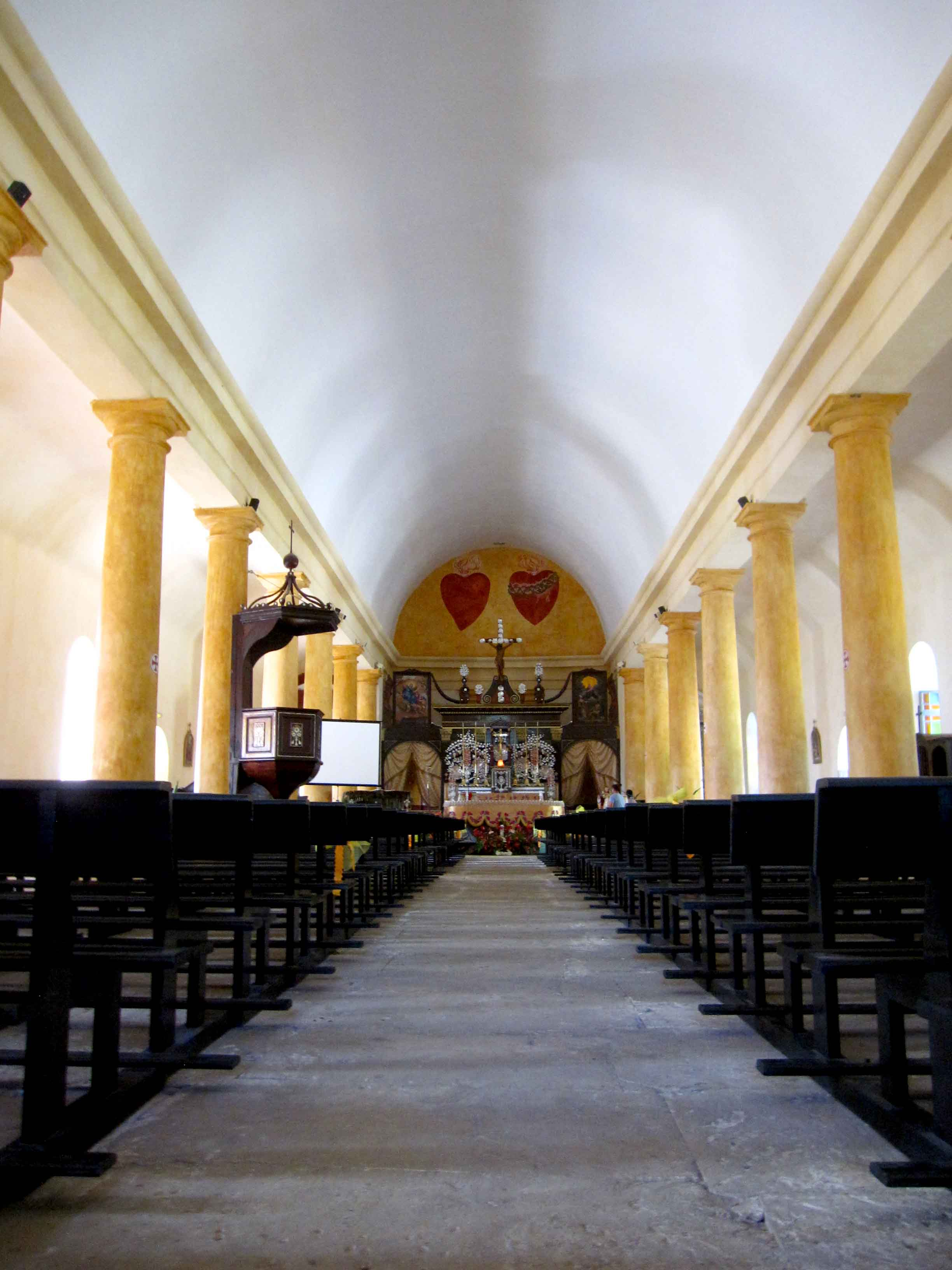
Intérieur de la cathédrale après rénovation (photo janvier 2014)
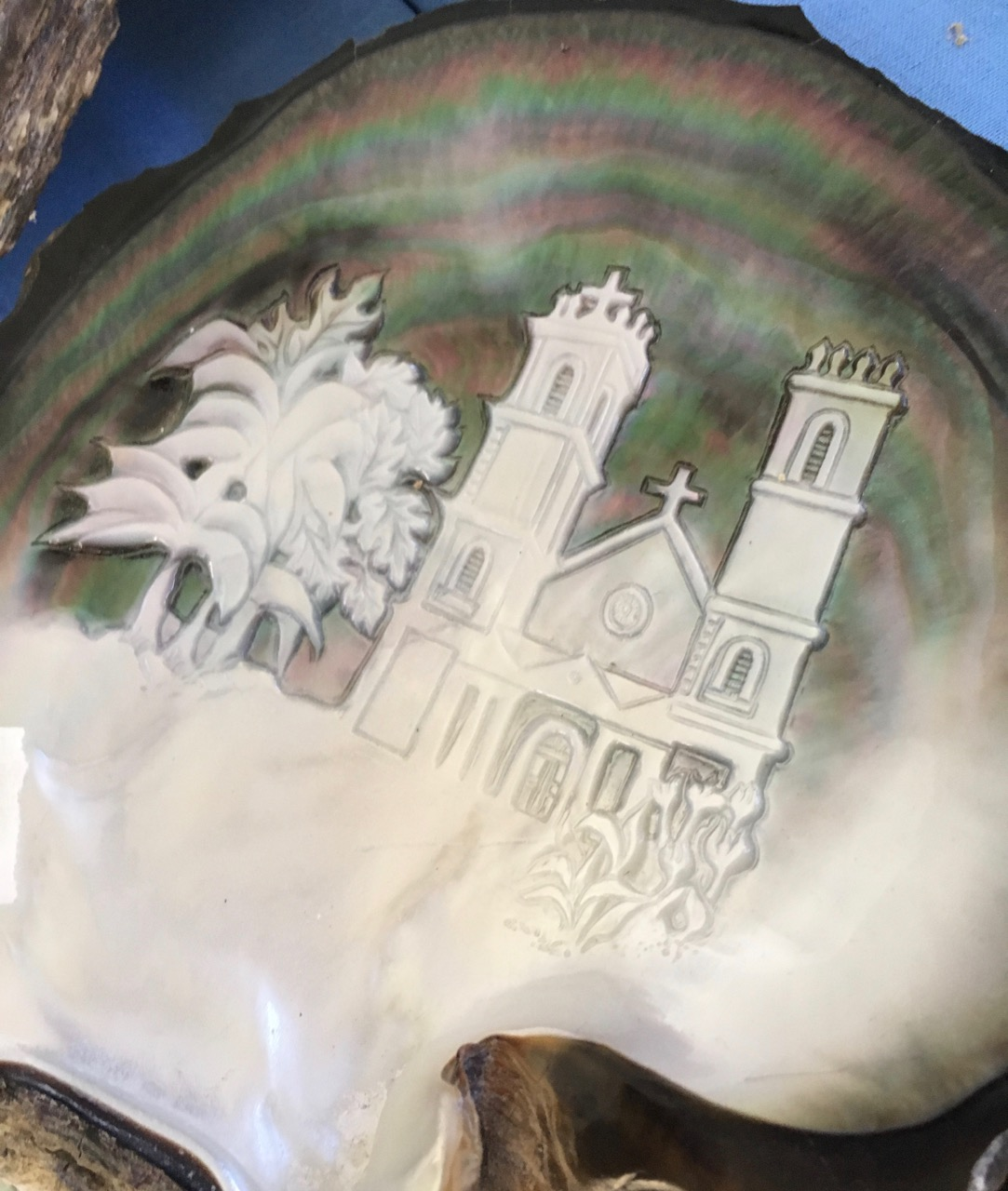
Gravure sur nacre de la cathédrale de Rikitea
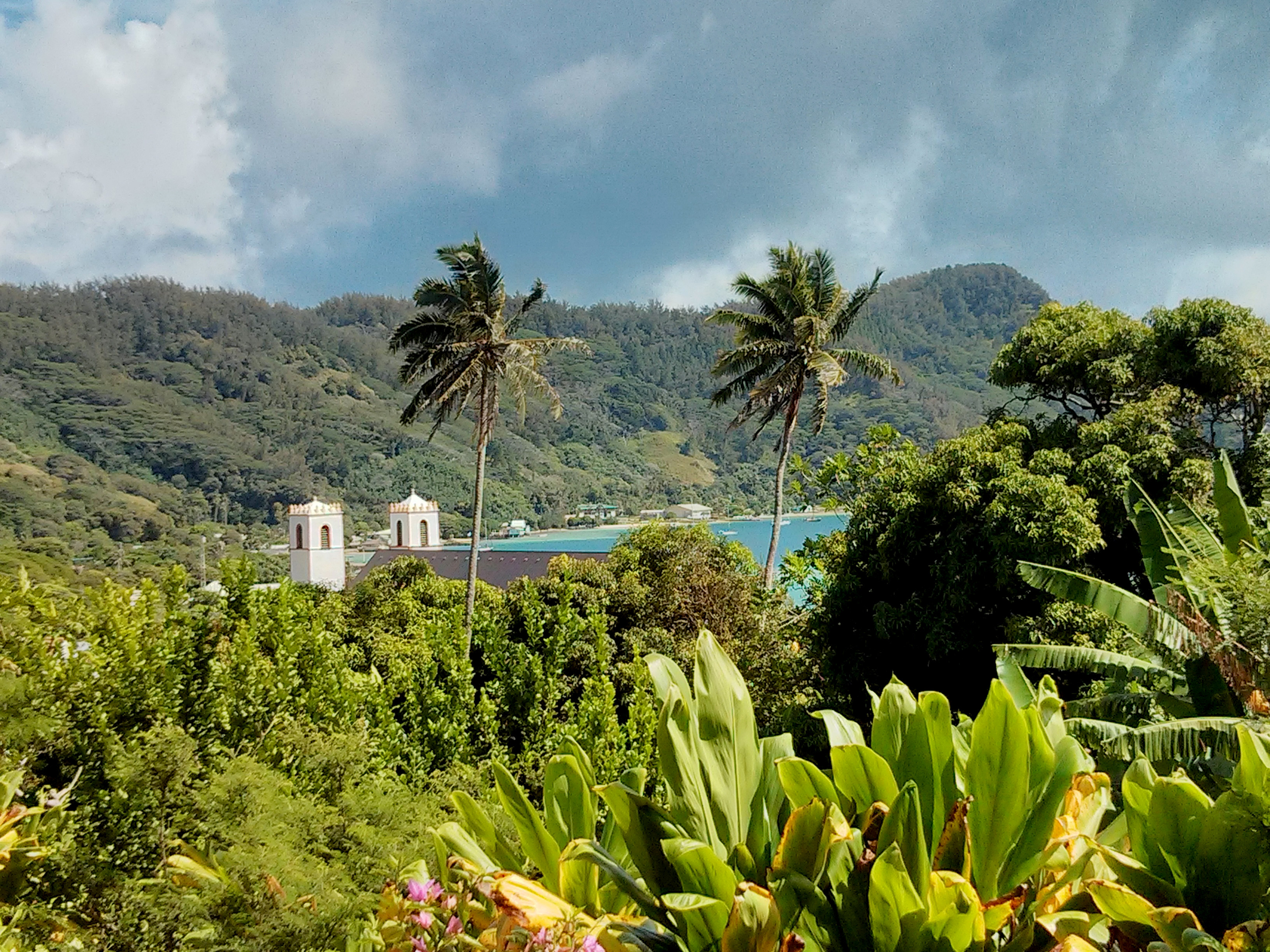
Vue sur les tours de la cathédrale (photo janvier 2014)